# Анатомія Грей
«Анатомія Грей» (англ. Grey's Anatomy) — американський медично-драматичний телесеріал, створений Шондою Раймс. У серіалі йдеться про життя інтернів, ординаторів та їхніх наставників у лікарні «Сіетл Грейс госпітел» (англ. Seattle Grace Hospital, SGH) у Сіетлі, штат Вашингтон. Пілотний епізод першого сезону «Вечір важкого дня» вийшов в ефір 27 березня 2005 року на каналі ABC.
Серіал здобув і успіх, і критичні відгуки серед глядачів. Спочатку він транслювався як тимчасова заміна «Юристів Бостона», який мав велику кількість глядачів. Прем'єру «Анатомії Грей» дивилося 16,25 млн глядачів, а перший сезон нарахував 22,22 млн глядачів. Другий і третій сезони досягли ще більших висот, з середньою аудиторією сезону понад 19 млн глядачів. Починаючи з четвертого сезону рейтинги серіалу трохи знизилися, але все ще залишалися досить високими, щоб він міг залишатися однією із найпопулярніших драм на телебаченні.
Серіал здобув десятки нагород за час своєї трансляції, особливо у другому та третьому сезонах. 2006 року серіал виграв премію «Золотий глобус» у категорії «Найкращий серіал-драма», а у 2006 і 2007 роках був номінований на «Еммі» в категорії «Найкращий драматичний серіал». Крім того, «Анатомія Грей» здобула багато нагород в акторських, сценарних, режисерських і технічних категоріях. 2010 року серіал був на четвертому місці в списку найприбутковіших телешоу, з доходом у розмірі 2,67 млн доларів за півгодини ефірного часу. 2013 року серіал увійшов у список «100 найвеличніших телешоу всіх часів за версією журнала Entertainment Weekly».
Популярність серіалу призвела до створення спін-офу під назвою «Приватна практика», в центрі сюжету якого знаходиться доктор Еддісон Монтгомері (Кейт Волш), прем'єра якого відбулася 27 вересня 2007 року. 22 березня 2018 року відбулася прем'єра другого спін-офу серіалу під назвою «Станція 19».
8 січня 2025 року було оголошено, що виробництво «Анатомії Грей» призупиняється через лісові пожежі в регіоні Південної Каліфорнії, де знімають серіал.

## Назва
Назва серіалу обігрує співзвучність назви відомого підручника авторства англійського лікаря Генрі Грея «Анатомія Грея» та імені головної героїні Мередіт Грей. Майже всі епізоди серіалу мають назви після пісень, з помітними прикладами, зокрема «Into You Like a Train», «Drowning on Dry Land» і «How to Save a Life». Однак епізод під назвою «1-800-799-7233» порушує цю схему — він посилається на Національну гарячу лінію домашнього насильства.
Перед трансляцією велися дискусії про зміну назви шоу з «Анатомія Грей» на «Ускладнення» (англ. Complications), але ця зміна так і не відбулася.

## Виробництво

### Концепція
Шонда Раймс хотіла зробити шоу, яке їй було б приємно дивитися, і подумала, що буде цікаво створити його про «розумних жінок, які змагаються одна з одною». Коли її запитали, як вона вирішила створити медичну драму, Раймс відповіла:
| Ліві лапки | Я була одержима хірургічними каналами... Ми з сестрами дзвонили одна одній і говорили про операції, які бачили на Discovery Channel. У медичному світі є щось захоплююче — ви бачите речі, які ніколи не могли собі уявити, як-от те, що лікарі розповідають про своїх хлопців або про свій день, коли розрізають когось. | Праві лапки |

Під час створення персонажів і написання початкового сценарію автори серіалу не орієнтувалися на конкретні описи головних героїв, а натомість сподівалися підібрати найкращого актора для кожної ролі. Шонда Раймс висловила думку, що якби їй не дозволили створювати персонажів саме таким чином, вона б не продовжувала серіал. Раймс зазначала:
| Ліві лапки | Я хотіла створити світ, у якому відчуваєш себе так, наче спостерігаєш за реальними жінками. Більшість жінок, яких я бачила по телевізору, не здавалися людьми, яких я насправді знала. Вони відчувалися як ідеї того, що таке жінки. Їм ніколи не доводилося бути неприємними, змагатися, бути голодними чи злими. Часто вони були просто люблячою дружиною або хорошою подругою. Але хто може бути стервом? Хто стане тривимірною жінкою? | Праві лапки |

### Місця і техніка зйомок
Будівля Fisher Plaza — це головний офіс медіа-компанії Fisher Communications та Fisher's ABC з такими дочірними підприємствами, як радіостанція KOMO та телевізійна студія міста Сіетл. Інколи цю будівлю використовували для зовнішніх зйомок лікарні Сіетл Грейс, таких як посадка санітарного літака на вертолітному майданчику телевезійної станції KOMO-TV. Таким чином, лікарня Сіетл Грейс знаходиться поруч із вежею Space Needle, монорейкою Сіетла та іншими визначними місцями. Однак багато зовнішніх та внутрішніх зйомок госпіталю були зняті не в Сіетлі — декілька сцен відзняті в Сапульведі, амбулаторному центрі у Норт Гілз, Каліфорнія.

## Актори та персонажі
Серіал «Анатомія Грей» присвячений групі інтернів, ординаторів та лікарів та їхньому професійному й особистому життю. Продюсери серіалу під час кастингу не мали расових упереджень та використовували дальтонічну техніку кастингу, що призвело до створення расово різноманітного складу акторів. Жодна роль не була заздалегідь визначеною в плані расової приналежності.
П'ять персонажів, які представлені як інтерни — Мередіт Грей (Еллен Помпео), Алекс Карєв (Джастін Чемберс), Джордж О'Меллі (Теодор Реймонд Найт), Іззі Стівенс (Кетрін Гейгл) та Крістіна Янг (Сандра О) — успішно «вижили» після річної хірургічної програми. Спочатку інтерни були під керівництвом Міранди Бейлі (Чандра Вілсон), хірургині загальної практики, яка потім стала головною хірургинею лікарні, а ще пізніше — хірургом-кураторкою. Цю програму очолює головний лікар Річард Веббер (Джеймс Пікенс мол.), у якого специфічні стосунки з Мередіт, оскільки він мав стосунки з її матір'ю, коли Мередіт була ще дитиною. В команді лікаря Веббера є лікарі-ординатори Дерек Шепард (Патрік Демпсі) та Престон Берк (Ісая Вашингтон), які спеціалізуються в нейро- та кардіохірургії. Дерек і Мередіт є коханцями, а Престон зав'язує стосунки із Крістіною.
У другому сезоні з'являються такі персонажі як: Еддісон Монтгомері (Кейт Волш), яка спеціалізується в акушерстві та гінекології, пластичний хірург Марк Слоан (Ерік Дейн), ортопедична хірургиня Келлі Торрес (Сара Рамірес). Еддісон — дружина Дерека, яка приїхала до Сіетлу, щоб помиритися з чоловіком. Марк — колишній найкращий друг Дерека, який посприяв розриву стосунків подружжя, переспавши з Еддісон. Келлі й Джорджу після розвитку стосунків одружуються, але незабаром розлучаються. Еддісон покидає проєкт як основна героїня після 3 сезону, оскільки Кейт Волш розпочала новий проєкт «Приватна практика», але продовжує періодично з'являтися в серіалі. У передостанній серії третього сезону з'являється Лексі Грей (Кайлер Лі) — сестра Мередіт. Завершується третій сезон тим, як Престон Берк покидає проєкт, після того, як покинув Крістіну біля вівтаря.
Кардіохірургиня Еріка Хан (Брук Сміт) приєднується до головного касту в четвертому сезону після того, як періодично з'являлась у другому та третьому сезонах. Під час п'ятого сезону Хан покидає проєкт. У цьому сезоні також були представлені 2 нові персонажі: хірург-травматолог Овен Гант (Кевін Маккідд) та хірург-педіатр Арізона Роббінс (Джессіка Кепшоу). Овен починає стосунки з Крістіною, а Арізона — з Келлі. У п'ятому сезоні також з'являється лікарка Саді Гарріс (Мелісса Джордж), яка мала давні дружні стосунки з Мередіт. Очікувалось, що Саді стане постійною персонажкою проєкту, але її контракт не поновили 1 вона покинула серіал.
Персонаж Джорджа О'Мейлі помирає у шостому сезоні, а Іззі йде після провалу її відносин з Алексом. У цьому ж сезоні з'являється Тедді Альтман (Кім Рейвер), кардіохіругиня з минулого Овена. Також з'являються декілька періодичних персонажів, оскільки лікарня Грейс об'єднується з лікарнею Мерсі Вест. Унаслідок цього об'єднання в лікарні з'являються нові персонажі: Рід Адамсон (Нора Зегетнер), Джексон Ейвері (Джесс Вільямс), Ейпріл Кепнер (Сара Дрю) та Чарльз Персі (Роберт Бейкер). Лікар-анастезіолог Бен Уоррен (Джейсон Джордж) має стосунки з Бейлі. Шостий сезон завершується виходом з проєкту лікарів Адамсона та Персі. У 7 сезоні Ейвері та Кепнер отримали головні ролі.
Умовні позначення
     Основний персонаж
     Запрошений персонаж
     Періодичний персонаж
| Актор                | Персонаж           | Сезон          | Сезон          | Сезон          | Сезон          | Сезон          | Сезон          | Сезон          | Сезон          | Сезон          | Сезон          | Сезон          | Сезон          | Сезон          | Сезон          | Сезон          | Сезон          | Сезон          | Сезон          | Сезон          | Сезон          | Сезон          |
| Актор                | Персонаж           | 1              | 2              | 3              | 4              | 5              | 6              | 7              | 8              | 9              | 10             | 11             | 12             | 13             | 14             | 15             | 16             | 17             | 18             | 19             | 20             | 21             |
| -------------------- | ------------------ | -------------- | -------------- | -------------- | -------------- | -------------- | -------------- | -------------- | -------------- | -------------- | -------------- | -------------- | -------------- | -------------- | -------------- | -------------- | -------------- | -------------- | -------------- | -------------- | -------------- | -------------- |
| Еллен Помпео         | Мередіт Грей       | ОП             | ОП             | ОП             | ОП             | ОП             | ОП             | ОП             | ОП             | ОП             | ОП             | ОП             | ОП             | ОП             | ОП             | ОП             | ОП             | ОП             | ОП             | ОП             | ОП             | ОП             |
| Сандра О             | Крістіна Янг       | ОП             | ОП             | ОП             | ОП             | ОП             | ОП             | ОП             | ОП             | ОП             | ОП             | Не з'являється | Не з'являється | Не з'являється | Не з'являється | Не з'являється | Не з'являється | Не з'являється | Не з'являється | Не з'являється | Не з'являється | Не з'являється |
| Кетрін Гейгл         | Іззі Стівенс       | ОП             | ОП             | ОП             | ОП             | ОП             | ОП             | Не з'являється | Не з'являється | Не з'являється | Не з'являється | Не з'являється | Не з'являється | Не з'являється | Не з'являється | Не з'являється | Не з'являється | Не з'являється | Не з'являється | Не з'являється | Не з'являється | Не з'являється |
| Джастін Чемберс      | Алекс Карєв        | ОП             | ОП             | ОП             | ОП             | ОП             | ОП             | ОП             | ОП             | ОП             | ОП             | ОП             | ОП             | ОП             | ОП             | ОП             | ОП             | Не з'являється | Не з'являється | Не з'являється | Не з'являється | Не з'являється |
| Т. Р. Найт           | Джордж О'Меллі     | ОП             | ОП             | ОП             | ОП             | ОП             | Не з'являється | Не з'являється | Не з'являється | Не з'являється | Не з'являється | Не з'являється | Не з'являється | Не з'являється | Не з'являється | Не з'являється | Не з'являється | ЗП             | Не з'являється | Не з'являється | Не з'являється | Не з'являється |
| Джеймс Пікенс (мол.) | Річард Веббер      | ОП             | ОП             | ОП             | ОП             | ОП             | ОП             | ОП             | ОП             | ОП             | ОП             | ОП             | ОП             | ОП             | ОП             | ОП             | ОП             | ОП             | ОП             | ОП             | ОП             | ОП             |
| Чандра Вілсон        | Міранда Бейлі      | ОП             | ОП             | ОП             | ОП             | ОП             | ОП             | ОП             | ОП             | ОП             | ОП             | ОП             | ОП             | ОП             | ОП             | ОП             | ОП             | ОП             | ОП             | ОП             | ОП             | ОП             |
| Ісая Вашингтон       | Престон Берк       | ОП             | ОП             | ОП             | Не з'являється | Не з'являється | Не з'являється | Не з'являється | Не з'являється | Не з'являється | ЗП             | Не з'являється | Не з'являється | Не з'являється | Не з'являється | Не з'являється | Не з'являється | Не з'являється | Не з'являється | Не з'являється | Не з'являється | Не з'являється |
| Патрік Демпсі        | Дерек Шепард       | ОП             | ОП             | ОП             | ОП             | ОП             | ОП             | ОП             | ОП             | ОП             | ОП             | ОП             | Не з'являється | Не з'являється | Не з'являється | Не з'являється | Не з'являється | ПП             | Не з'являється | Не з'являється | Не з'являється | Не з'являється |
| Кейт Волш            | Еддісон Монтґомері | ЗП             | ОП             | ОП             | ЗП             | ЗП             | ЗП             | ЗП             | ЗП             | Не з'являється | Не з'являється | Не з'являється | Не з'являється | Не з'являється | Не з'являється | Не з'являється | Не з'являється | Не з'являється | ПП             | ПП             | Не з'являється | Не з'являється |
| Сара Рамірес         | Келлі Торрес       | Не з'являється | ПП             | ОП             | ОП             | ОП             | ОП             | ОП             | ОП             | ОП             | ОП             | ОП             | ОП             | Не з'являється | Не з'являється | Не з'являється | Не з'являється | Не з'являється | Не з'являється | Не з'являється | Не з'являється | Не з'являється |
| Ерік Дейн            | Марк Слоан         | Не з'являється | ЗП             | ОП             | ОП             | ОП             | ОП             | ОП             | ОП             | ОП             | Не з'являється | Не з'являється | Не з'являється | Не з'являється | Не з'являється | Не з'являється | Не з'являється | ЗП             | Не з'являється | Не з'являється | Не з'являється | Не з'являється |
| Кайлер Лі            | Лексі Грей         | Не з'являється | Не з'являється | ЗП             | ОП             | ОП             | ОП             | ОП             | ОП             | Не з'являється | Не з'являється | Не з'являється | Не з'являється | Не з'являється | Не з'являється | Не з'являється | Не з'являється | ЗП             | Не з'являється | Не з'являється | Не з'являється | Не з'являється |
| Брук Сміт            | Еріка Ган          | Не з'являється | ПП             | ЗП             | ОП             | ОП             | Не з'являється | Не з'являється | Не з'являється | Не з'являється | Не з'являється | Не з'являється | Не з'являється | Не з'являється | Не з'являється | Не з'являється | Не з'являється | Не з'являється | Не з'являється | Не з'являється | Не з'являється | Не з'являється |
| Кевін Маккідд        | Оуен Хант          | Не з'являється | Не з'являється | Не з'являється | Не з'являється | ОП             | ОП             | ОП             | ОП             | ОП             | ОП             | ОП             | ОП             | ОП             | ОП             | ОП             | ОП             | ОП             | ОП             | ОП             | ОП             | ОП             |
| Джессіка Кепшоу      | Арізона Роббінс    | Не з'являється | Не з'являється | Не з'являється | Не з'являється | ПП             | ОП             | ОП             | ОП             | ОП             | ОП             | ОП             | ОП             | ОП             | ОП             | Не з'являється | Не з'являється | Не з'являється | Не з'являється | Не з'являється | ЗП             | Не з'являється |
| Кім Рейвер           | Тедді Альтман      | Не з'являється | Не з'являється | Не з'являється | Не з'являється | Не з'являється | ОП             | ОП             | ОП             | Не з'являється | Не з'являється | Не з'являється | Не з'являється | Не з'являється | ПП             | ОП             | ОП             | ОП             | ОП             | ОП             | ОП             | ОП             |
| Сара Дрю             | Ейпріл Кепнер      | Не з'являється | Не з'являється | Не з'являється | Не з'являється | Не з'являється | ПП             | ОП             | ОП             | ОП             | ОП             | ОП             | ОП             | ОП             | ОП             | Не з'являється | Не з'являється | ЗП             | ЗП             | Не з'являється | Не з'являється | Не з'являється |
| Джессі Вільямс       | Джексон Евері      | Не з'являється | Не з'являється | Не з'являється | Не з'являється | Не з'являється | ПП             | ОП             | ОП             | ОП             | ОП             | ОП             | ОП             | ОП             | ОП             | ОП             | ОП             | ОП             | ЗП             | ЗП             | Не з'являється | ПП             |
| Камілла Ладдінгтон   | Джо Вілсон         | Не з'являється | Не з'являється | Не з'являється | Не з'являється | Не з'являється | Не з'являється | Не з'являється | Не з'являється | ПП             | ОП             | ОП             | ОП             | ОП             | ОП             | ОП             | ОП             | ОП             | ОП             | ОП             | ОП             | ОП             |
| Гай Чарльз           | Шейн Росс          | Не з'являється | Не з'являється | Не з'являється | Не з'являється | Не з'являється | Не з'являється | Не з'являється | Не з'являється | ПП             | ОП             | Не з'являється | Не з'являється | Не з'являється | Не з'являється | Не з'являється | Не з'являється | Не з'являється | Не з'являється | Не з'являється | Не з'являється | Не з'являється |
| Джеріка Гінтон       | Стефані Едвардс    | Не з'являється | Не з'являється | Не з'являється | Не з'являється | Не з'являється | Не з'являється | Не з'являється | Не з'являється | ПП             | ОП             | ОП             | ОП             | ОП             | Не з'являється | Не з'являється | Не з'являється | Не з'являється | Не з'являється | Не з'являється | Не з'являється | Не з'являється |
| Тесса Феррер         | Лія Мерфі          | Не з'являється | Не з'являється | Не з'являється | Не з'являється | Не з'являється | Не з'являється | Не з'являється | Не з'являється | ПП             | ОП             | Не з'являється | Не з'являється | ПП             | Не з'являється | Не з'являється | Не з'являється | Не з'являється | Не з'являється | Не з'являється | Не з'являється | Не з'являється |
| Катерина Скорсоне    | Амелія Шепард      | Не з'являється | Не з'являється | Не з'являється | Не з'являється | Не з'являється | Не з'являється | ЗП             | ЗП             | Не з'являється | ПП             | ОП             | ОП             | ОП             | ОП             | ОП             | ОП             | ОП             | ОП             | ОП             | ОП             | ОП             |
| Келлі Маккрірі       | Меггі Пірс         | Не з'являється | Не з'являється | Не з'являється | Не з'являється | Не з'являється | Не з'являється | Не з'являється | Не з'являється | Не з'являється | ЗП             | ОП             | ОП             | ОП             | ОП             | ОП             | ОП             | ОП             | ОП             | ОП             | ЗП             | Не з'являється |
| Джейсон Джордж       | Бен Воррен         | Не з'являється | Не з'являється | Не з'являється | Не з'являється | Не з'являється | ПП             | ЗП             | ПП             | ПП             | ПП             | ПП             | ОП             | ОП             | ОП             | ПП             | ПП             | ПП             | ПП             | ПП             | ПП             | ОП             |
| Мартін Гендерсон     | Натан Ріггс        | Не з'являється | Не з'являється | Не з'являється | Не з'являється | Не з'являється | Не з'являється | Не з'являється | Не з'являється | Не з'являється | Не з'являється | Не з'являється | ОП             | ОП             | ОП             | Не з'являється | Не з'являється | Не з'являється | Не з'являється | Не з'являється | Не з'являється | Не з'являється |
| Джакомо Джанніотті   | Ендрю ДеЛука       | Не з'являється | Не з'являється | Не з'являється | Не з'являється | Не з'являється | Не з'являється | Не з'являється | Не з'являється | Не з'являється | Не з'являється | ЗП             | ОП             | ОП             | ОП             | ОП             | ОП             | ОП             | Не з'являється | Не з'являється | Не з'являється | Не з'являється |
| Грег Германн         | Том Корацік        | Не з'являється | Не з'являється | Не з'являється | Не з'являється | Не з'являється | Не з'являється | Не з'являється | Не з'являється | Не з'являється | Не з'являється | Не з'являється | Не з'являється | Не з'являється | ПП             | ПП             | ОП             | ОП             | ЗП             | ЗП             | Не з'являється | Не з'являється |
| Джейк Бореллі        | Леві Шмітт         | Не з'являється | Не з'являється | Не з'являється | Не з'являється | Не з'являється | Не з'являється | Не з'являється | Не з'являється | Не з'являється | Не з'являється | Не з'являється | Не з'являється | Не з'являється | ПП             | ПП             | ОП             | ОП             | ОП             | ОП             | ОП             | ОП             |
| Кріс Кармак          | Аттікус Лінкольн   | Не з'являється | Не з'являється | Не з'являється | Не з'являється | Не з'являється | Не з'являється | Не з'являється | Не з'являється | Не з'являється | Не з'являється | Не з'являється | Не з'являється | Не з'являється | Не з'являється | ПП             | ОП             | ОП             | ОП             | ОП             | ОП             | ОП             |
| Річард Флуд          | Кормак Гейс        | Не з'являється | Не з'являється | Не з'являється | Не з'являється | Не з'являється | Не з'являється | Не з'являється | Не з'являється | Не з'являється | Не з'являється | Не з'являється | Не з'являється | Не з'являється | Не з'являється | Не з'являється | ПП             | ОП             | ОП             | Не з'являється | Не з'являється | Не з'являється |
| Ентоні Гілл          | Вінстон Ндугу      | Не з'являється | Не з'являється | Не з'являється | Не з'являється | Не з'являється | Не з'являється | Не з'являється | Не з'являється | Не з'являється | Не з'являється | Не з'являється | Не з'являється | Не з'являється | Не з'являється | Не з'являється | ЗП             | ОП             | ОП             | ОП             | ОП             | ОП             |
| Скотт Спідмен        | Нік Марш           | Не з'являється | Не з'являється | Не з'являється | Не з'являється | Не з'являється | Не з'являється | Не з'являється | Не з'являється | Не з'являється | Не з'являється | Не з'являється | Не з'являється | Не з'являється | ЗП             | Не з'являється | Не з'являється | Не з'являється | ОП             | ОП             | ПП             | ПП             |
| Алексіс Флойд        | Сімона Гріффіт     | Не з'являється | Не з'являється | Не з'являється | Не з'являється | Не з'являється | Не з'являється | Не з'являється | Не з'являється | Не з'являється | Не з'являється | Не з'являється | Не з'являється | Не з'являється | Не з'являється | Не з'являється | Не з'являється | Не з'являється | Не з'являється | ОП             | ОП             | ОП             |
| Гаррі Шам (молодший) | Бенсон Кван        | Не з'являється | Не з'являється | Не з'являється | Не з'являється | Не з'являється | Не з'являється | Не з'являється | Не з'являється | Не з'являється | Не з'являється | Не з'являється | Не з'являється | Не з'являється | Не з'являється | Не з'являється | Не з'являється | Не з'являється | Не з'являється | ОП             | ОП             | ОП             |
| Аделаїда Кейн        | Жюль Міллін        | Не з'являється | Не з'являється | Не з'являється | Не з'являється | Не з'являється | Не з'являється | Не з'являється | Не з'являється | Не з'являється | Не з'являється | Не з'являється | Не з'являється | Не з'являється | Не з'являється | Не з'являється | Не з'являється | Не з'являється | Не з'являється | ОП             | ОП             | ОП             |
| Мідорі Френсіс       | Міка Ясуда         | Не з'являється | Не з'являється | Не з'являється | Не з'являється | Не з'являється | Не з'являється | Не з'являється | Не з'являється | Не з'являється | Не з'являється | Не з'являється | Не з'являється | Не з'являється | Не з'являється | Не з'являється | Не з'являється | Не з'являється | Не з'являється | ОП             | ОП             | ОП             |
| Ніко Терхо           | Лукас Адамс        | Не з'являється | Не з'являється | Не з'являється | Не з'являється | Не з'являється | Не з'являється | Не з'являється | Не з'являється | Не з'являється | Не з'являється | Не з'являється | Не з'являється | Не з'являється | Не з'являється | Не з'являється | Не з'являється | Не з'являється | Не з'являється | ОП             | ОП             | ОП             |

1. ↑  Еллен Помпео востаннє регулярно з'являється в 7 серії 19 сезону. Вона продовжує розповідати більшість епізодів і спорадично з'являється в наступних сезонах. Помпео продовжує отримувати найвищий гонорар за будь-які епізоди, у яких вона з’являється та/або розповідає.
2. ↑  Патрік Демпсі з'являється як запрошена зірка, за винятком 13 серії 17 сезону, де він з'являється як спеціальна запрошена зірка.
3. ↑  Кейт волш спочатку була спеціально запрошеною зіркою у другому сезоні, а потім була підвищена із 7 серії до основної ролі.
4. ↑  Кейт Уолш з'являється час від часу як спеціально запрошена зірка
5. ↑  Брук Сміт — єдина акторка серіалу, яка не виконує свою роль протягом повного сезону. Вона з'являється як основний персонаж з 5 серії 4 сезону до 7 серії 5 сезону
6. ↑  Кевін Маккідд спочатку був запрошеною зіркою в п'ятому сезоні, а потім став головним актором, починаючи з 14 серії.
7. ↑  Кім Рейвер спочатку була запрошеною зіркою в шостому сезоні, а потім була підвищена до основної ролі в 19 серії цього ж сезону.
8. ↑  Келлі Маккрірі спочатку була запрошеною зіркою в 11 сезоні, перш ніж її підвищили до головного акторського складу в 11 серії того ж сезону.
9. ↑  Було підтверджено, що Джейк Бореллі залишить серіал у 21-му сезоні, але він все ще з'являється в головній ролі цього сезону.

### Покинули серіал

#### Ісая Вашингтон

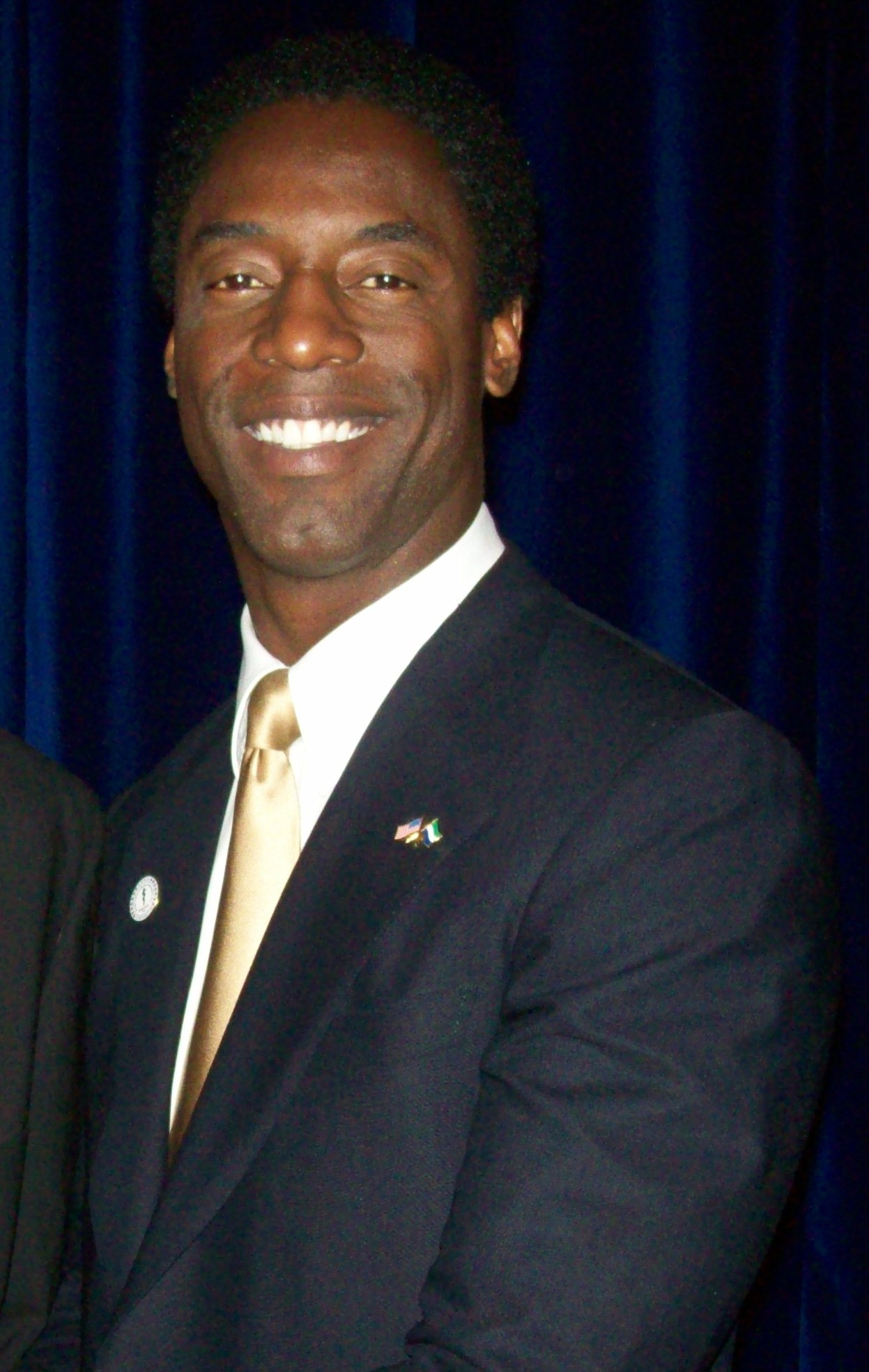
Ісая Вашингтон

У жовтні 2006 року актор Вашингтон ніби-то образив свого колегу Т. Р. Найта, обізвавши його «педиком» під час сварки з Патріком Демпсі. Зрештою Найт публічно підтвердив чутки про свою гомосексуальність. Альянс геїв та лесбійок проти дифамації вимагав, щоб Вашингтон вибачився за свої слова. У червні 2007 року компанія ABC заявила, що вони вирішили не поновлювати контракт з Вашингтоном в «Анатомії Грей». Актор заявив, що він не сердиться, але «засмучений» цим звільненням та зазначив, що якби його попросили зіграти яскраву епізодичну роль, він не вагаючись відповів би «так».

#### Брук Сміт
У листопаді 2008 року, журналіст з американського журналу Entertainment Weekly Майкл Аусьєло заявив, що Еріка Хан покине проєкт 6 листопада. Шонда Раймс повідомила, що «на жаль, ми помітили, що магічніть та взаєморозуміння персонажу Брук не триватиме довгий час». Крістін Дос Сантос заявляв, що звільнення Сміт було зумовлено командою ABC з метою позбутися натяків на гомосексульність у серіалі. В інтерв'ю Брук Сміт повідомляла: «Я була дуже схвильована, коли мені сказали, що Еріка та Келлі матимуть близькі стосунки. І я дійсно сподівалась, що цим ми покажемо, що трапляється, коли дві жінки закохуються і що до них будуть ставитись як і до нормальної гетеросексуальної пари. Та коли мене повідомили, що сценаристи не можуть продовжувати мою героїню, я була дуже здивована та засмучена, це було дуже несподівано.»

#### Т.Р.Найт

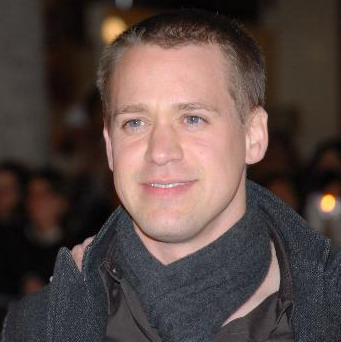
Т. Р. Найт

У травні 2009 року, журналіст Марк Малкін повідомив, що Найт не з'явиться в шостому сезоні серіалу «Анатомія Грей». Актор висловив незадоволення тим, як розвивався його персонаж Джордж та кількістю екранного часу. Ці обставини змусили його піти з серіалу в грудні 2008 року. Ходили чутки, що інший актор гратиме замість Найта, оскільки його персонаж отримав значні лицьові ушкодження в останній серії сезону. Але журналіст з газети New York Daily News Петті Лі повідомила, що «персонаж лікаря Джорджа О'Мейлі помер». Шонда Раймс наголосила, що періодична поява Джорджа на екрані протягом 5 сезону була навмисною, аби збільшити шок аудиторії його летальними ушкодженнями в останній серії. Завдяки цьому, Найта називали «неймовірно талановитим актором».

#### Кетрін Гейгл

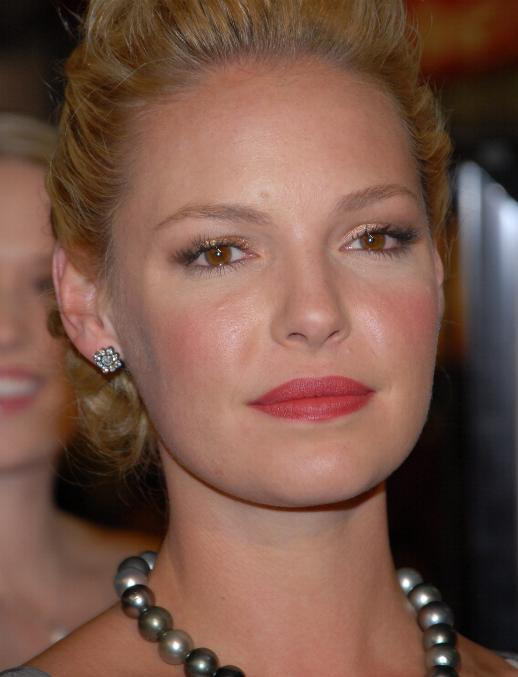
Кетрін Гейгл

У газеті Entertainment Weekly від 11 березня 2010 року було повідомлення про те, що Кетрін Гейґл не з'явилась на знімальному майданчику, коли це було необхідно, після її декретної відпустки. Пізніше стало відомо, що Гейгл взагалі не повернеться в серіал і в епізоді від 21 січня вона з'являється востаннє. 24 березня акторка офіційно підтвердила те, що вона залишає проєкт. Гейгл повідомила, що хоче більше часу приділити своїй родині, а не розвитку кінокар'єри.

## Сезони
| Сезон | Епізоди | Епізоди | Оригінальний показ | Оригінальний показ | Рейтинг        |
| Сезон | Епізоди | Епізоди | Перший показ       | Останній показ     | Рейтинг        |
| ----- | ------- | ------- | ------------------ | ------------------ | -------------- |
| 1     | 9       | 9       | 27 березня 2005    | 22 травня 2005     | 11.6           |
| 2     | 27      | 27      | 25 вересня 2005    | 15 травня 2006     | 12.5           |
| 3     | 25      | 25      | 21 вересня 2006    | 17 травня 2007     | 12.1           |
| 4     | 17      | 17      | 27 вересня 2007    | 22 травня 2008     | 10.4           |
| 5     | 24      | 24      | 25 вересня 2008    | 14 травня 2009     | 9.6            |
| 6     | 24      | 24      | 24 вересня 2009    | 20 травня 2010     | 9.0            |
| 7     | 22      | 22      | 23 вересня 2010    | 19 травня 2011     | 7.5            |
| 8     | 24      | 24      | 22 вересня 2011    | 17 травня 2012     | 7.6            |
| 9     | 24      | 24      | 27 вересня 2012    | 16 травня 2013     | 7.7            |
| 10    | 24      | 24      | 26 вересня 2013    | 15 травня 2014     | 8.5            |
| 11    | 25      | 25      | 25 вересня 2014    | 14 травня 2015     | 7.8            |
| 12    | 24      | 24      | 24 вересня 2015    | 19 травня 2016     | 7.9            |
| 13    | 24      | 24      | 22 вересня 2016    | 18 травня 2017     | 7.3            |
| 14    | 24      | 24      | 28 вересня 2017    | 17 травня 2018     | 7.1            |
| 15    | 25      | 25      | 27 вересня 2018    | 16 травня 2019     | 6.5            |
| 16    | 21      | 21      | 26 вересня 2019    | 9 квітня 2020      | 7.0            |
| 17    | 17      | 17      | 12 листопада 2020  | 3 червня 2021      | 7.6            |
| 18    | 20      | 20      | 30 вересня 2021    | 26 травня 2022     | 6.4            |
| 19    | 20      | 20      | 6 жовтня 2022      | 18 травня 2023     | 5.2            |
| 20    | 10      | 10      | 14 березня 2024    | 30 травня 2024     | 5.1            |
| 21    | 18      | 18      | 26 вересня 2024    | Буде оголошено     | Буде оголошено |

### Сезон 1
Трансляція першого сезону почалась 27 березня і завершилась 22 травня 2005 року. Планувалось, що сезон складатиметься з 14 серій, але потім його скоротили до 9, а решту серій додали до другого сезону. Сюжет 1-го сезону та серіалу розпочинається із зарахування Мередіт Грей на стажування як інтерна до лікарні «Сіетл Грейс». Декілька епізодів сезону фокусуються на перших тижнях стажування групи інтернів під керівництвом Міранди Бейлі, нових стосунків між Мередіт Грей та Дереком Шеппардом, проблемах у стосунках Мередіт з її матір'ю Еліс, у якої хвороба Альцгеймера. Водночас, значна увага приділяється суперництву між Престоном Берком та Дереком Шеппардом, стосункам між Берком та Крістіною Янг, спробам Ізі Стівенс самоствердитись в ролі професіональної лікарки. Сезон закінчується появою колишньої дружини Дерека Шеппарда, Еддісон Монтгомері.

### Сезон 2
Трансляція другого сезоу розпочалася 25 вересня 2005 року й тривала до 14 травня 2006 року. Сезон складається з 27 серій, включно з 5 серіями з першого сезону. Епізод «Приносити біль» транслювався як 14 серія, хоча спочатку планувався як остання серія першого сезону. Другий сезон фокусується на стосунках Мередіт і Дерека, що раптово закінчуються, коли виявляється, що він досі офіційно одружений з хірургом-акушеркою Еддісон Монтгомері. Іззі та Алекс розпочинають стосунки, які закінчуються після того, як Іззі закохується в пацієнта Денні Дукетта. Бейлі завагітніла й загалом стало більше відомо про її особисте життя.

### Сезон 3
Третій сезон «Анатомії Грей» транслювався ввечері по четвергах з 21 вересня 2006 року до 17 травня 2007 року. Увага сфокусована на побиваннях Іззі через смерть Денні, виборі Мередіт між Дереком та її новим кавалером Фінном, наслідках вогнепального поранення Берка, рішенні щодо того, хто стане головним хірургом, а хто — головним ординатором лікарні. Щойно сезон підходить кінця, Берк скасовує весілля з Крістіною, головним лікарем залишається Веббер, Келлі стає головною ординаторкою, а Джордж дізнається, що провалив останній іспит з інтернатури. Стосунки між Мередіт та Дереком, а також трикутник між Келлі, Джорджем та Іззі залишаються нерозв'язаними. Еддісон вирішує розпочати нове життя в Лос-Анжелесі. Вона стане головною героїнею у спінофі «Анатомії Грей» — «Приватна практика». У двох останніх серіях третього сезону з'являється Лексі Грей — новий інтерн і молодша зведена сестра Мередіт.

### Сезон 4
Четвертий сезон розпочався 27 вересня 2007 року. Еріка Хан замінила Берка на посаді головного лікаря кардіохірургічного відділення. Також з'являється медсестра Роуз, яка стає потенційним захопленням Дерека. Планувалось, що актор Джошуа Джексон із серіалу «Затока Доусона» з'явивиться в декількох епізодах в ролі лікаря в четвертому сезоні, а саме в 11 серії. Але його поява була скасована внаслідок страйку гільдії американських письменників 2007—2008 років. Кейт Волш повернулась до ролі Еддісон Монтгомері для першого епізоду, який називався «Частинка мого серця».
У лютому місяці 2008 року було підтверджено, що «Анатомія Грей» повернеться 24 квітня 2008 року для показу 5 нових епізодів. Мередіт та Дерек здійснюють клінічні випробування на пацієнтах із пухлинами головного мозку. Повертається батько Мередіт та Лексі — Тетчер Грей, який все ще не може оговтатись після смерті дружини і має проблеми з алкоголем. Лікарі втрачають всіх пацієнтів, крім одного, друг якого помер напередодні рятувальної операції. Нарешті, Мередіт наважується помиритись з Дереком.

### Сезон 5
Прем'єра п'ятого сезону відбулась 25 вересня 2008 року показом двогодинного епізоду. Події зосереджені навколо Марка Слоуна, який зацікавлений у стосунках із Лексі Грей попри те, що Мередіт і Дерек проти цього. Мередіт знаходить журнали матері часів ординатури. Лексі та її друзі-інтерни проводять процедури одне на одному. З'являється подруга Мередіт на ім'я Седі. Іззі бачить Денні Дукетта як галюцинацію, і тільки потім стає відомо, що Іззі хвора. Також зростає напруженість між ординаторами за можливість проводити операції самостійно.

### Сезон 6
У квітні 2009 року компанія ABC поновила зйомки серіалу на телевізійний сезон 2009—2010 рр. Перша серія шостого сезону вийшла в ефір 24 вересня 2009 року. У шостому сезоні вперше показані серії, в яких розповідається про різних персонажів. Водночас, більшість серій мають однаковий принцип зйомок протягом 5 років, де певні серії фокусуються на певному персонажі.
Шостий сезон знайомить з новими ординаторами, які приєднались до штату лікарні Сіетл Грейс, внаслідок її злиття з Мерсі Вест. Новий штат ординаторів складається з Рід Адамсон, Джексона Ейвері, дідусем якого є відомий Харпер Ейвері, Чарльза Персі, до якого всі відчувають неприязнь, та Ейпріл Кепнер, яку звільнили в шостій серії і знов найняли у тринадцятому епізоді. З'являється лікарка Тедді Альтман, хірургиня-кардіолог та ветеранка іракської війни, що служила разом з лікарем Овеном Гантом. Персонаж Іззі Стівенс уже не з'явиться в серіалі, оскільки Кетрін Гейгл розірвала свій контракт.

### Сезон 7
У травні розпочались зйомки 7 сезону серіалу на 2010—2011 рр. В ефір серіал вийшов у вересні 2010 р. Джексон Ейворі та Ейпріл Кепнер стали постійними персонажами серіалу.

### Сезон 8
Сезон розпочинається сюжетом, де літак з пасажирами, а саме — хірургами, розбився. Внаслідок цієї події Лексі Грей померла. Марк Слоун перед смертю Лексі зізнається їй в коханні, однак пізніше помирає в лікарні. Вся команда хірургів протримується ще 4 дні після падіння літака. Дереку роблять операцію на руці, Мередіт швидко одужує, а Крістіна перебуває в стані шоку. Арізоні призначають ампутацію ноги. Після одужання Крістіна відправляється у подорож. Авіалінія пропонує всім живим учасникам трагедії гроші. Однак усі постраждалі (Овен, Дерек, Мередіт та Келлі) відмовляються від грошей та наполягають на експертизі. Крістіна Янг розпочинає роботу в новій лікарні, Ейпріл Кепнер повернулась з Малайзії та працює в лікарні з Джексоном Ейвері. Згодом Янг повертається в Сіетл, де знову зійдеться зі своїм чоловіком — Овеном.
Найбільша проблема сезону — це банкротство лікарні, яку намагаються продати іншій компанії. Мередіт завагітніла, а в лікарні тим часом закривають приймальне відділення. Згодом лікарка Бейлі випадково вбила декількох людей, оскільки була заражена золотистим стафілакоком.

## Нагороди
Серіал «Анатомія Грей» має низку нагород.
- Серіал двічі вигравав премію Primetime Emmy Awards та здобував нагороду «Найкращий драматичний серіал» чотири рази поспіль (2006—2009) на нагородженні NAACP Image Awards. 2006 року «Анатомію Грей» визнали «Улюбленим серіалом» на Peoples Choice Awards. Серіал також здобув перемогу у номінації «Найкращий новий серіал» (2005) на нагородженні Гільдії письменників Америки.
- 2005 року Сандра О здобула «Золотий Глобус» у номінації «Найкраща акторка другого плану в серіалі, мінісеріалі або фільмі».
- 2006 року асистенти режисера Лінда Лоуві та Джон Брейс виграли нагороду в номінації «Надзвичаний кастинг для драматичного серіалу», серіал отримав нагороду «Золотий Глобус» у номінації «Найкращий драматичний серіал», а Сандра О здобула премію Гільдії кіноакторів за «Найкраще виконання жіночої ролі у драматичному серіалі».
- 2007 року Кетрін Гейгл перемогла в номінації «Найкраща акторка другого плану в драматичному серіалі» за роль Іззі, Вілсон здобула премію Гільдії кіноакторів за «Найкраще виконання жіночої ролі у драматичному серіалі», а серіал здобув нагороду за «Найкращий акторський склад у драматичному серіалі». Того ж року Вілсон здобула премію «Favorite Scene Stealing Star», а Помпео перемогла в номінації «Найкраща акторка в драматичному серіалі» на нагородженні Satellite Awards.
- Вашингтон переміг у номінації «Найкращий актор у драматичному серіалі» у 2006 та 2007 роках; а Вілсон — «Найкраща акторка другого плану у драматичному серіалі» у 2007 та 2008 роках. Також, 2009 року вона здобула нагороду в таких номінаціях, як «Найкраща акторка в драматичному серіалі», 2010 — «Найкраща режисура в драматичному серіалі» році.
- Шонда Раймс здобула нагороду за «Найкращий сценарій в драматичному серіалі».
- Актор Патрік Демпсі переміг у номінації «Найкращий актор на телебаченні» у 2006 та 2007 роках, а Гейгл перемогла у двох номінаціях як «Найкраща акторка на телебаченні» (2007) та «Найкраща драматична акторка на телебаченні» (2009).

## Саундтрек
Головною темою перших двох сезонів був уривок з пісні «Cosy in the Rocket» британського гурту Psapp.
27 вересня 2005 року компанія Hollywood Records випустила саундтрек до серіалу. Всі пісні обирались та змішувались під керівництвом Александри Патсавас. Другий сандтрек до 2 сезону вийшов 12 вересня 2006 року. Водночас був випущений і третій сандтрек до 3 сезону.
Журналіст з газети The Guardian Марк Лоусон зазначив, що «Анатомія Грей» популяризує музичні монтажні сегменти. У першій серії пролунала пісня «A Hard Day's Night» гурту The Beatles. А Еміліана Торріні написала оригінальну пісню для серіалу. Одночасно, інші відомі артисти, зокрема Тейлор Свіфт, надали серіалу виняткове право для використання пісень з нового альбому. Обсяг продажу альбому «How to Save a Life» гурту The Fray зріс на 300 % після того, як пісня з нього була використана у серіалі. Продажі пісні «Trouble Is a Friend» також зросли після використання в «Анатомії Грей». Популярність ірландського гурту Snow Patrol зросла після того, як їхній сингл «Chasing Cars» пролунав у серіалі. Відомий співак Гері Лайтбоді не був шанувальником серіалу, і спочатку мав сумніви щодо надання дозволу на використання своєї пісні для саундреку, але поступився, оскільки публіка сприйняла це позитивно.

## Трансляція в Україні
Прем'єра відбулася 22 травня 2007 року на каналі «ICTV» у таймслоті з 13:00 до 14:00 (GMT+2). 1-3 сезони серіалу було дубльовано і озвучено студією «Так Треба Продакшн».
Через 2 роки, а саме у жовтні 2009 року на українському телеканалі «СТБ» з'явився ролик, у якому були змонтовані фрагменти серіалу «Доктор Хаус», який теж транслював «СТБ», та «Анатомії Грей» які утворювали ніби то діалог Хауса та Мередіт Ґрей. Це було зумовлено тим, що завершувався показ 5-го сезону «Доктора Хауса» і телеканал мав на меті продовжити лікарську тематику в той самий таймслот 22:20 та повтор о 18:15. 12 листопада 2009 року о 22:20 відбулася прем'єра «Анатомії Грей» на каналі «СТБ» яка тривала 1,5 години. Вперше в Україні було використано американський досвід — прем'єра сезону була спарена (1 та 2 серії 1-го сезону), а також не було жодної перерви на рекламу.
1-3 сезони транслювалися в дубляжі та закадровому озвученні телеканалу, 4-5 сезони телеканал показав у власному закадровому озвученні. На 4-й серії 4-го сезону телеканал «СТБ» припинив показ серіалу без пояснення причин.
7-й сезон серіалу стартував 23 вересня у США (24.09 в Україні). В українському перекладі цей сезон озвучує LPF TV, серії виходять на день пізніше після виходу в США.

## Дубляж та закадрове озвучення

### Дубляж та багатоголосе закадрове озвучення студії «Так Треба Продакшн» на замовлення телекомпанії «ICTV» (1—3 сезони)
Ролі дублювали і озвучували: Ярослав Чорненький, Анатолій Пашнін, Юрій Гребельник, Олег Лепенець, Олег Стальчук, Володимир та Дмитро Терещуки, Юрій Ребрик, Павло Скороходько, Дмитро Гаврилов, Людмила Чиншева, Олена Бліннікова, Наталя Поліщук, Тетяна Зіновенко.

### Багатоголосе закадрове озвучення телеканалу «СТБ» (4—5 сезони)
Ролі озвучували: Ярослав Чорненький, Анатолій Пашнін, Ніна Касторф і Тетяна Зіновенко.

## Відеоігри
У лютому 2008 року на основі «Анатомії Грей» була розроблена мобільна гра від Gameloft. У січні 2009 року компанія Ubisoft повідомила, що вони підписали угоду з ABC Studios щодо розробки ліцензійної відеогри, заснованої на серіалі та призначеної для Wii, Nintendo DS та PC. Відеогра вийшла 10 березня 2009 року. Вона не користувалась успіхом у глядачів і мала низькі оцінки.

## Приватна практика
21 лютого 2007 року The Wall Street Journal повідомив, що компанія ABC запускає спіноф серіалу «Анатомія Грей» з Еддісон Монтгомері в головній ролі. Прем'єра відбулась 26 вересня 2007 року на ABC.